# 京成33形電車
京成33形電車（けいせい33がたでんしゃ）とは、京成電気軌道（現在の京成電鉄）が1923年（大正12年）に製造した電車である。
同社が33形に続いて1925年（大正14年）に製造した39形、1927年（昭和2年）に製造した45形、これらを鋼体化改造した300形についても記述する。

## 33形・39形・45形
京成電気軌道が1923年から製造した電車で、1923年から1927年の間に雨宮製作所でモハ33 - 48の計16両が製造された。
車体は木造で、1921年（大正10年）に製造された20形に比べてやや短い14 mとなっている。前面が中央部のみやや左右幅の広い5枚窓で、側面は両端と中央にドアを配置し、扉の間に6枚（2枚×3組）の窓を設けた3扉車であった。のちに鋼製車体に取り替えられている。

### 33形
1923年に33 - 38の6両が製造された。屋根は二重屋根、前面はやや曲線的な形状で、側面窓の上に明かり取り窓が設けられている。窓配置はD222D222D（D=ドア）で、定員60名。台車は20形と同様ブリル27-MCB-2で、制御器は英デッカー（のちのイングリッシュ・エレクトリック）製の電動カム軸式である。

### 39形
1925年に本線の延長に備えて39 - 44の6両が製造された。車体寸法は33形と同一だが、前面は平面的な形状となり、側面両端部に乗務員用の小窓が新設され1D222D222D1の窓配置となった。定員84名。
44は1927年（昭和2年）に京成立石駅で追突事故により破損したため45形と同様の丸屋根に改造された。

### 45形
1927年に千葉線の普通列車用として45 - 48の4両が製造された。車体の基本形状・窓配置は39形と同一だが、屋根は丸屋根となり、側面窓上の明かり取り窓がなくなった。台車は雨宮製H-2となった。

### 運用
33形全車と39形40・43は1938年（昭和13年）に日本車輌東京支店で車体を半鋼製車体に載せ替えられ、300形に改造された。このときに43の車体は廃棄されずモニ7に載せ替えられた。1942年（昭和17年）に42→40、44→38と改番され、欠番が埋められている。戦中・戦後はデッカー製主電動機の整流悪化によるフラッシュオーバーが問題となり、主電動機に架線電圧（当時は1200 V）の半分の600Vが掛かる並列段が禁止され、最高300Vの直列段のみの使用となったため表定速度の低い金町線や千葉線での運用が主となった。
38・39は1945年（昭和20年）に戦災で、40は1946年（昭和21年）に青砥駅での追突事故で、46は1947年（昭和22年）に高砂車庫の火災でそれぞれ廃車となった。なお被災した46の台車は同時に被災したモニ7の台枠および新製した木造車体と組み合わせられて銚子電鉄に譲渡され、同社のデハ201となり、残った41・45・47・48は1947年に新京成電鉄が開業した際、同社に4両が譲渡された。譲渡後は木造車体のまま自動ドア化、放送装置取り付けなどの改良を実施。当初の塗装は緑色だったが、後々茶色地に窓周りがクリーム色となり、1963年（昭和38年）に4両とも大栄車輌で半鋼製車体に載せ替えられた。
主電動機の出力が低く、並列段禁止のままでは京成より後から譲渡された車両と共通運用するには障害になる事から検討の結果、昇圧後の架線電圧1500Vに対し、主電動機3個直列（端子電圧500V）・2両ユニット制御として性能を確保することとして運転台側台車の一軸から主電動機を取り外した。このとき41は46に改番されている。改造後は45-46、47-48の2両固定編成となったが、晩年は片隅式運転台である事から300形の中間に挟まれて使用され、14mの小型車で輸送力不足のため、1978年（昭和53年）に8000形に置き換えられ廃車となった。
新京成時代には扉の窓が十字になっていることから「キリスト電車」とも呼ばれた。

## 300形
33 - 38・40・43を1938年（昭和13年）に日本車輌東京支店で半鋼製車体に載せ替えた車両で、301 - 308の8両が改造された。前面に貫通扉を設け、側面の窓配置は1D7D4（D=ドア）で、左右非対称の窓配置が特徴の2扉車である。
戦中・戦後は45形と同様の理由により金町線や千葉線で運用され、1955年（昭和30年）に新京成電鉄が全通する際、8両とも同社に譲渡された。
1966年（昭和41年）に大栄車輌で再び車体を載せ替えられた。301 - 306・308は全鋼製車体であったが、307のみ汽車製造製のアルミ合金製車体が試験的に採用された。塗装は鋼製車と同一でユニットサッシを採用していた。他、45形との相違点は運転台が全室式・床の100 mm扛上（床面を上げること）、前照灯が支持取付から埋め込み式など。
45形同様、14 mの小型車であったため、1978年に8000形に置き換えられ廃車となった。全鋼製車体への載せ替えで余剰となった車体の一部が津田沼第一工場の倉庫として使われていたが、工場が廃止となる1982年（昭和57年）までに撤去された。また、一部の台車はくぬぎ山車両基地で仮台車として使用された。